# Acid Row
Acid Row je česká rocková skupina hrající hudbu na pomezí stoner rocku a grunge, která využívá i postupy z doom metalu nebo psychedelického rocku. Kapela byla založena kolem roku 2012 v Tachově, odkud také pocházejí zakládající členové.
Aktuálně[kdy?] působí v Praze. Kombinuje dva hudební proudy – klidnější pasáže vycházející z psychedelie, které pomocí hutných riffů míří až k doomu, a také rychlejší a metalovější naštvané pasáže, z nichž je cíttit grunge či kalifornský desert rock. Kapela je známá nadprůměrnou koncertní aktivitou a to nejen v Česku, ale také v zahraničí. Odehrála koncerty například v Německu, Rakousku, Polsku nebo Švýcarsku a to i jako předkapela velkých jmen stoner rocku, jako 1000mods nebo kanadští Dopethrone. Na koncertech je známá neutuchající energií, ale také precizností, s jakou hraje.

## Historie
Kapela byla založena na pozůstatcích kapely Project '76 na začátku roku 2012 v Tachově a záhy se přemístila do Plzně. V roce 2015 zvítězili v soutěži plzeňských kapel Múza a z peněžité výhry zaplatili nahrávání EP Bad Delivery, které vyšlo v roce 2016. Nedlouho po vydání kapelu opustil bubeník Lukáš Sedlák a nahradil ho Venca Zlo. V této době začala kapela také vydatně koncertovat, čehož se drží do současnosti. V roce 2018 vyšlo debutové LP Spikes u labelu Beatcraft Records. V letech 2020–2021 během pandemie coronaviru kapelu opustili baskytarista Petr Hlůžek a bubeník Venca Zlo. Baskytary se ujal frontman Alex a na post bubeníka přišel v roce 2021 Radek Bacík, bývalý bubeník doom stonerové kapely Trahir.
V roce 2022 nepřestali koncertovat a kromě dvou videoklipů vydalií také album Afterglow, které nahrávali ještě bývalí členové Venca Zlo a David Hlůžek. K albu kapela vyrazila na evropskou tour společně s rakouskou kapelou Swanmay. Na přelomu roku vydali dvě kolaborace. Na konci roku 2022 vyšel společný singl Metastases s polskou kapelou Red Scalp a hostujícími hudebníky El Torpedo a Fialový samet. Na začátku roku 2023 vydali společnou skladbu se psychedelickými rockery The Madhouse Express. V roce 2023 kapela nahrála v ustálené sestavě další album ve studiu Golden Hive s producentem Amákem Goldenem. Začátkem roku 2024 vydala kapela ve spolupráci s interpretem Redzed společný cover na Black Sabbath na píseň Into The Void a ke konci roku 2024 potom jestě na Electric Funeral, ke kterému vznikl i hudební videoklip.

## Členové kapely

### Současní členové
- Alex Fonar – zpěv, baskytara, barytonová kytara, elektrická kytara
- Dominik Klesa – elektrická kytara, zpěv
- Radek Bacík – bicí

### Bývalí členové
- David Hlůžek – baskytara
- Venca Zlo – bicí
- Lukáš Sedlák – bicí
- Petr Štulajter – bicí
- David Štěpánek – baskytara

## Diskografie

### Studiová alba
- Spikes (2018)
- Afterglow (2022)
- Poisoned Mind (2024)

### Kolaborace a split
- The Serpent (2021) – singl s Samavayo
- Metastases (2022) – singl s hosty Red Scalp, El Torpedo a Fialový Samet
- Event Horizon (2023) – singl s Madhouse Express
- Into The Void  Black Sabbath cover (2024) – singl s  Redzed
- Electric Funeral Black Sabbath cover (2024) – singl s Redzed

### EP
- Bad Delivery (2016)